# 화웨이 251 사건

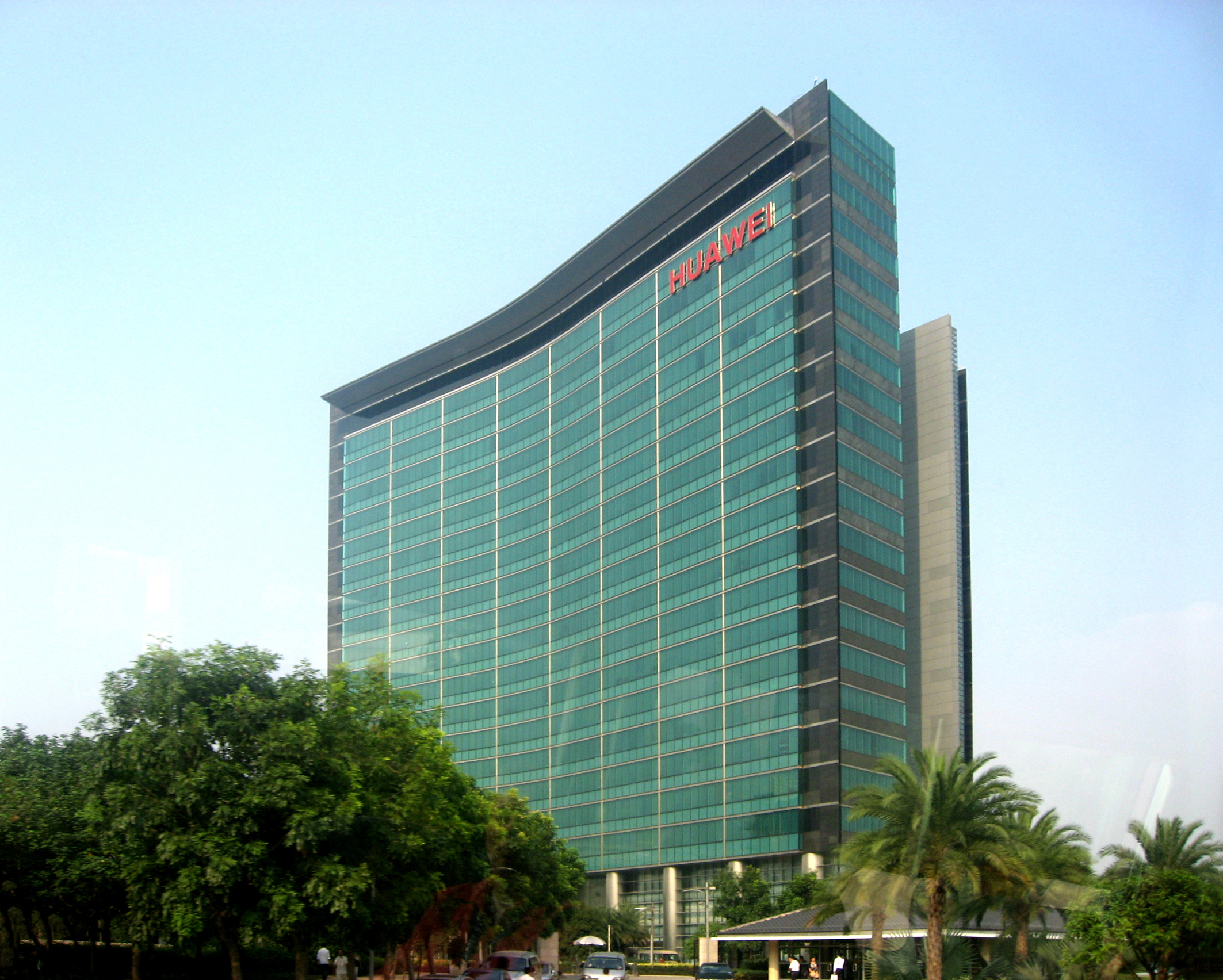
선전시의 화웨이 본사

화웨이 251 사건 또는 리훙위안 사건은 화웨이 전 직원 리훙위안이 기소 없이 251일 동안 구금, 체포된 사건을 말한다. 리 회장은 화웨이와 노동쟁의를 벌였으며 화웨이의 고발로 인해 2018년 12월 16일부터 2019년 8월 23일까지 횡령, 기밀유지 위반, 강압 혐의로 구금됐다. 구금 세부 사항은 2019년 11월 말 공개되면서 화웨이와 중국 법 집행 당국에 대한 비판이 이어졌고, 중국공산주의청년단과 중국 좌파 국민주의자들은 이 사건을 미국의 책임으로 비난했다.

## 유사 사례
2002년에는 전직 화웨이 직원인 왕즈쥔, 류닝, 친쉐쥔이 화웨이에 신고되어 기밀을 위반한 혐의로 2년 동안 구금되었다.
2018년에는 전 화웨이 무선 부서 직원이었던 정멍도 90일 동안 구금되었다.
리훙위안과 정멍 외에도 2018년 12월에는 노동 분쟁을 겪은 다른 전직 화웨이 직원 3명 이상이 기밀 유지 위반 혐의로 구금되었다. 그 중 한 명은 유죄를 인정했고, 한 명은 아직 구금되어 있으며, 세 번째는 30일 구금 후 풀려났다.